# Нова Григорівка (Роздільнянський район)
Нова́ Григорі́вка — село в Україні, в Затишанській селищній територіальній громаді Роздільнянського району Одеської області. Населення становить 54 осіб.
До 17 липня 2020 року було підпорядковане Захарівському району, який був ліквідований.

## Населення
Згідно з переписом 1989 року населення села становило 79 осіб, з яких 34 чоловіки та 45 жінок.
За переписом населення 2001 року в селі мешкали 54 особи.

### Мова
Розподіл населення за рідною мовою за даними перепису 2001 року:
| Мова       | Відсоток |
| ---------- | -------- |
| українська | 88,89 %  |
| молдовська | 11,11 %  |